# Tomáš Pospíchal
Tomáš Pospíchal, né le 26 juin 1936 à Pudlov et mort le 21 octobre 2003 à Prague, est un footballeur tchécoslovaque. Il était ailier droit.

## Biographie
Il est international tchécoslovaque dans les années 1960 (26 sélections et 8 buts). Il dispute notamment la finale de la coupe du monde de 1962 au Chili.

## Carrière

### Joueur
- 1952-1955 :  FC Vitkovice
- 1955-1956 :  Tankista Prague
- 1956-1957 :  FK Pardubice
- 1957-1964 :  Banik Ostrava
- 1964-1968 :  Sparta Prague
- 1968-1971 :  FC Rouen

### Entraîneur
- 1971–1972 :   TJ Břevnov
- 1972–1975 :  Banik Ostrava
- 1975–1977 :  Škoda Plzeň
- 1977–1987 :  Bohemians Prague
- 1987–1988 :  Slavia Prague

## Palmarès

### Joueur
- 26 sélections et 8 buts en équipe de Tchécoslovaquie entre 1956 et 1965
- Finaliste de la Coupe du monde 1962 avec la Tchécoslovaquie
- Champion de Tchécoslovaquie en 1965 et 1967 avec le Sparta Prague
- Finaliste de la Coupe de Tchécoslovaquie en 1967 avec le Sparta Prague

### Entraîneur
- Champion de Tchécoslovaquie en 1983 avec le Bohemians Prague
- Finaliste de la Coupe de Tchécoslovaquie en 1982 avec le Bohemians Prague
- Vainqueur de la Coupe de Tchécoslovaquie en 1973 avec le Banik Ostrava